# Новиков, Александр Александрович (маршал)
Алекса́ндр Алекса́ндрович Но́виков (6 (19) ноября 1900, деревня Крюково Нерехтского уезда Костромской губернии (ныне Нерехтский район Костромской области) — 3 декабря 1976, Москва) — советский военачальник, командующий Военно-Воздушными Силами РККА (1942—1946). Главный маршал авиации (21 февраля 1944). Дважды Герой Советского Союза (1945, 1945). Депутат Верховного Совета СССР 2-го созыва. Профессор (1958).

## Начало службы
Сын крестьянина. В 1915—1918 годах учился в Хреновской учительской семинарии, после окончания которой начал работать учителем в селе Пешево, рядом с родной деревней.
В Красной Армии с осени 1919 года. Участник Гражданской войны. Служил в 27-м запасном стрелковом полку (Новгород). После окончания курсов служил в 384-м стрелковом полку 43-й стрелковой дивизии 7-й армии. Воевал против финских войск, в 1921 году участвовал в подавлении Кронштадтского восстания. В 1922 году участвовал в боях против банд на Кавказе.
В 1920 году окончил Нижегородские командные курсы, в 1922 году окончил курсы «Выстрел», в 1930 году — Военную академию РККА имени М. В. Фрунзе. С 1922 по 1927 годы служил в Кавказской Краснознамённой армии: командир роты и батальона военно-политической школы. В эти годы участвовал в боевых действиях: в подавлении восстания К. Чолокаева (1922) и в подавлении меньшевистского восстания в Грузии (1924). С мая 1930 года — начальник разведки, а с февраля 1931 года — начальник оперативного отдела штаба 11-го стрелкового корпуса Белорусского военного округа. В сентябре 1932 года был прикомандирован к штабу ВВС округа.
С 1933 года служил в ВВС (тогда большая группа общевойсковых и кавалерийских командиров была направлена на укрепление комсостава ВВС), назначен начальником штаба 450-й авиационной бригады (Смоленск). Освоил специальность штурмана и прошёл практический курс обучения на лётчика-наблюдателя. С 1935 года — командир 42-й легкобомбардировочной эскадрильи (Смоленск). В 1938 году стал начальником штаба ВВС Ленинградского военного округа.
Участник советско-финляндской войны с ноября 1939 года, начальник штаба ВВС Северо-Западного фронта. По окончании войны назначен командующим ВВС 8-й армии (штаб в г. Псков). С августа 1940 года — командующий ВВС Ленинградского военного округа.

## Великая Отечественная война

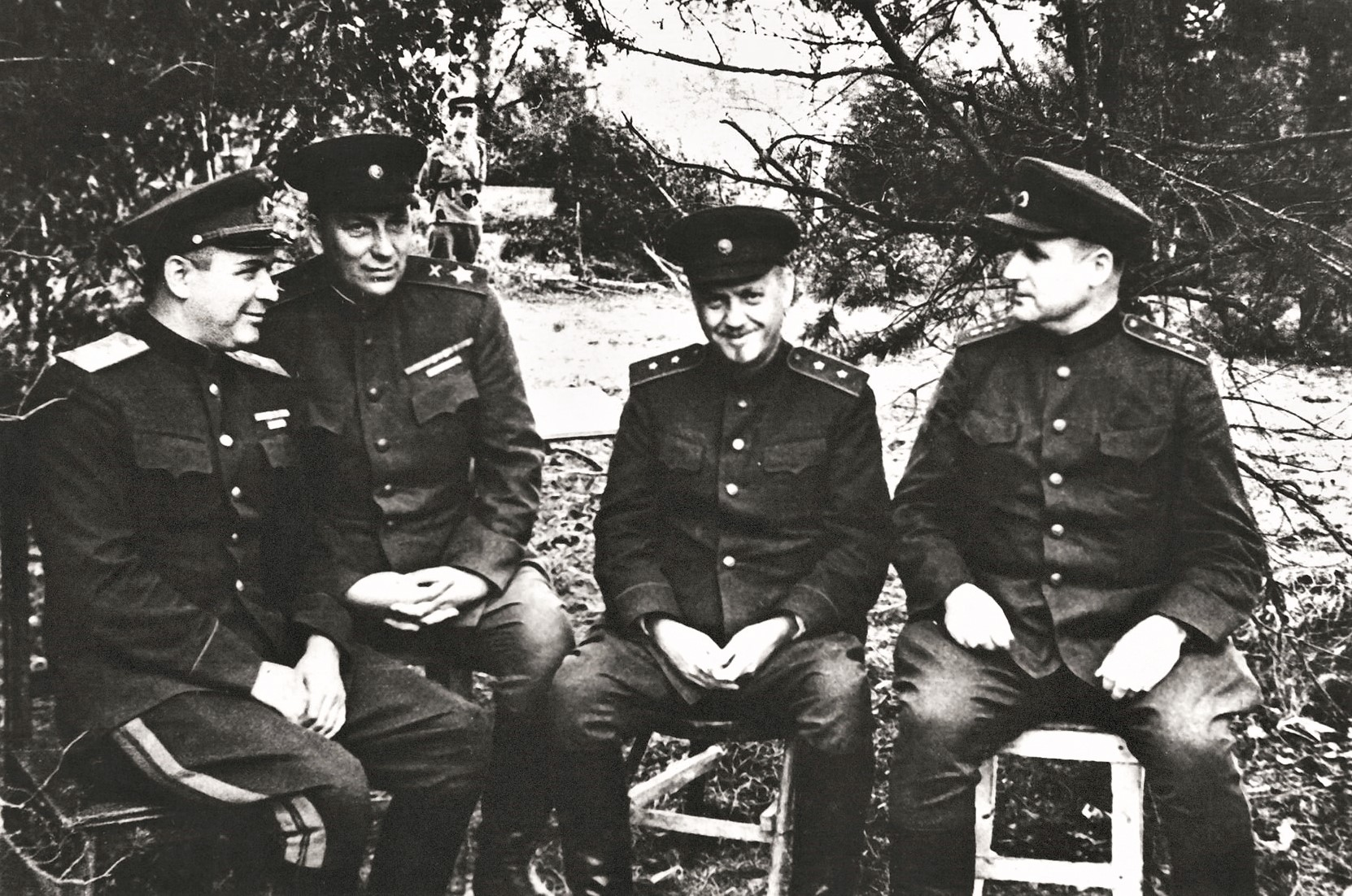
На Западном фронте в преддверии Смоленской наступательной операции (операция «Суворов»). Слева направо: представители Ставки ВГК маршал авиации А. А. Новиков и маршал артиллерии Н. Н. Воронов, член Военного совета фронта генерал-лейтенант Н. А. Булганин и командующий Западным фронтом генерал-полковник В. Д. Соколовский

В Великую Отечественную войну командовал ВВС Северного фронта, с августа 1941 года — ВВС Ленинградского фронта. Инициатор и основной руководитель воздушной операции ВВС РККА против Финляндии в июне 1941 года, участник битвы за Ленинград, в которой советская авиация не только отбивала атаки с воздуха на Ленинград и «Дорогу жизни», но и сама наносила чувствительные атаки по вражеским аэродромам и войскам.
В феврале 1942 года переведён в Москву на должность первого заместителя командующего ВВС Красной Армии. Выдвинул предложения упразднить ВВС армий, на базе ВВС фронтов сформировать воздушные армии, отказаться от смешанных авиационных частей и формировать только однородные части (бомбардировочные, истребительные, штурмовые и так далее).
С апреля 1942 года — командующий ВВС Красной Армии — заместитель Народного комиссара обороны СССР по авиации, возглавив тем самым советские ВВС. При реорганизации системы управления наркоматом обороны 20 мая 1943 года был выведен из числа заместителей наркома и его должность далее именовалась — командующий ВВС РККА. В 1942 году предложил вернуться к формированию авиационных корпусов и возглавил работу по разработке их штатов и по боевому применению (осенью того же года для намеченных на должности командиров корпусов под его руководством было проведено специальное учение по отработке действий авиакорпусов). Как представитель Ставки ВГК координировал боевые действия авиации нескольких фронтов в Сталинградской битве (отвечал за организацию воздушной блокады окружённой группировки войск противника под Сталинградом в декабре 1942 — феврале 1943 годов), Демянской операции в феврале 1943 года, воздушных сражениях на Кубани весной 1943 года, Курской битве, в Смоленской, Днепровско-Карпатской, Выборгской, Белорусской, Львовско-Сандомирской, Восточно-Прусской (в том числе непосредственно при штурме Кёнигсберга), в Берлинской операции. В годы войны советская авиация под его руководством провела также несколько самостоятельных воздушных операций (наиболее известна воздушная операция ВВС РККА по уничтожению немецкой авиации на аэродромах в мае 1943 года). Для решения важнейших вопросов строительства и применения ВВС за годы войны 44 раза вызывался на приём к И. В. Сталину.
17 марта 1943 года А. А. Новикову первому в СССР было присвоено воинское звание «маршал авиации», а 21 февраля 1944 года также первому в стране — «главный маршал авиации». В апреле 1945 года присвоено звание Героя Советского Союза (за участие в штурме Кёнигсберга). В сентябре 1945 года «за успешное выполнение операции в боях против империалистической Японии» ему была вручена вторая Звезда Героя Советского Союза. 24 июня 1945 года должен был командовать отменённым из-за дождя воздушным парадом во время Парада Победы.
Нарком авиационной промышленности СССР Шахурин А. И. так характеризовал деятельность А. А. Новикова в годы войны:

«С командующим Военно-Воздушными Силами дважды Героем Советского Союза Главным маршалом авиации А. А. Новиковым я познакомился с момента назначения его на эту должность в апреле 1942 года, когда он был ещё генералом. До конца войны мы работали с ним дружно и в то же время были требовательны друг к другу. Опытный военачальник и хороший товарищ, он многое сделал для объединения авиационных сил, создания воздушных армий, которые могли наносить более мощные и целенаправленные удары по врагу. Александр Александрович постоянно интересовался перспективами улучшения поступающих на вооружение наших ВВС самолётов, учитывал эти изменения в подготовке тех или иных воздушных операций. Как представитель Ставки, Новиков часто бывал на фронтах, организуя взаимодействие между войсками и воздушными армиями, используя опыт боёв в руководстве Военно-Воздушными Силами. Война застала А. А. Новикова на посту командующего ВВС Ленинградского военного округа. На этой должности он и находился до своего нового назначения, внеся значительный вклад в защиту Ленинграда. Очень уважали Новикова не только подчинённые ему авиаторы, но и командование Ленинградского фронта и в Ленинградском обкоме партии. Когда А. А. Жданова, первого секретаря Ленинградского обкома партии, спросили об Александре Александровиче в связи с необходимостью назначить нового командующего Военно-Воздушными Силами, он рекомендовал Новикова на эту должность. В ходе заседаний Военного совета ВВС и в ряде других случаев у нас возникали подчас и разногласия, чем-то были недовольны авиационные начальники, не всегда нам казались их претензии справедливыми. Особенно это касалось поведения самолётов в бою. Каждый случай каких-либо неполадок требовал объяснения. И конечно, никто не торопился взять вину на себя. Но когда всё становилось ясным, справедливости ради нужно сказать, что ни я, ни Новиков не защищали „своих“. А это уже было важно. В общем, необходимый деловой контакт между командованием Военно-Воздушными Силами и Наркоматом авиапромышленности был, благодаря этому мы успешно реализовывали свои программы, которые в основном поддерживались военными, чувствуя нередко большую помощь с их стороны, когда те или иные дела решались в высоких инстанциях».— 

## Арест и заключение
Ещё в конце войны А. А. Новиков активно выступил за разработку реактивных истребителей. Первый реактивный МиГ-9 поднялся в небо 24 апреля 1946 года — на второй день после ареста А. А. Новикова.
25 марта 1946 года приказом Министра Вооруженных Сил СССР И. В. Сталина был отстранён от должности командующего ВВС. 22 апреля 1946 года на заседании Секретариата ЦК ВКП(б) заочно исключён из ВКП(б) и в ту же ночь арестован с санкции заместителя Главного военного прокурора А. А. Чепцова по сфабрикованному «авиационному делу». Дело Новикова вёл заместитель начальника Следственной части по особо важным делам полковник госбезопасности МГБ СССР М. Т. Лихачёв, который непрерывными практически круглосуточными допросами без сна и отдыха довёл маршала до состояния, в котором тот подписал приготовленные «признательные показания», участвовал в этих допросах и лично министр государственной безопасности СССР генерал-полковник В. С. Абакумов.
11 мая 1946 года Военная коллегия Верховного суда СССР приговорила А. А. Новикова к 5 годам лишения свободы по статье 193-17 п. «а» УК РСФСР. Вскоре, Указом Президиума Верховного Совета СССР от 20 мая 1946 года Новиков был лишён воинского звания главный маршал авиации, звания дважды Героя Советского Союза, всех орденов и медалей. Арест Новикова и министра авиационной промышленности Шахурина иногда объясняют конфликтом Новикова с Василием Сталиным.
Полностью отбыл весь срок наказания и ещё один год сверх срока, назначенного ему по приговору, без какого-либо судебного или прокурорского решения. Освобождён 12 февраля 1952 года. После освобождения его никуда не принимали на работу, больше года находился на иждивении жены.
Жена (3-й брак) — Тамара Петровна Новикова (урожд. Курильчик; 1921—2023), летчица, участница Великой Отечественной войны, награждена орденами и медалями.
Сын и дочь (от первого брака) — Лев Новиков, Светлана Новикова, журналист, автор книги «Портрет отца в интерьере времени: Главный маршал авиации Новиков А. А.» (Москва, 2000).

## После освобождения
Реабилитирован при участии Г. К. Жукова вскоре после смерти И. В. Сталина. 29 мая 1953 года решением Военной коллегии Верховного Суда СССР его дело было пересмотрено и судимость снята за отсутствием состава преступления.
Указом Президиума Верховного Совета СССР от 13 июня 1953 года ему были возвращены воинское звание, звания дважды Героя Советского Союза и все государственные награды.
Был восстановлен в Вооружённых силах СССР, с 29 июня 1953 года по март 1955 года — командующий Дальней авиацией и одновременно (с 1954 года) — заместитель Главнокомандующего ВВС. С января 1956 года — в запасе.
С августа 1956 года — начальник Высшего авиационного училища Гражданского Флота в Ленинграде. Профессор (1958). После тяжёлого инсульта в 1966 году вышел на пенсию. Автор мемуаров и большого числа научных публикаций по истории советских ВВС в годы войны.
Александр Александрович Новиков скончался 3 декабря 1976 года в Москве. Похоронен на Новодевичьем кладбище, участок № 7, ряд 12.

## Награды СССР

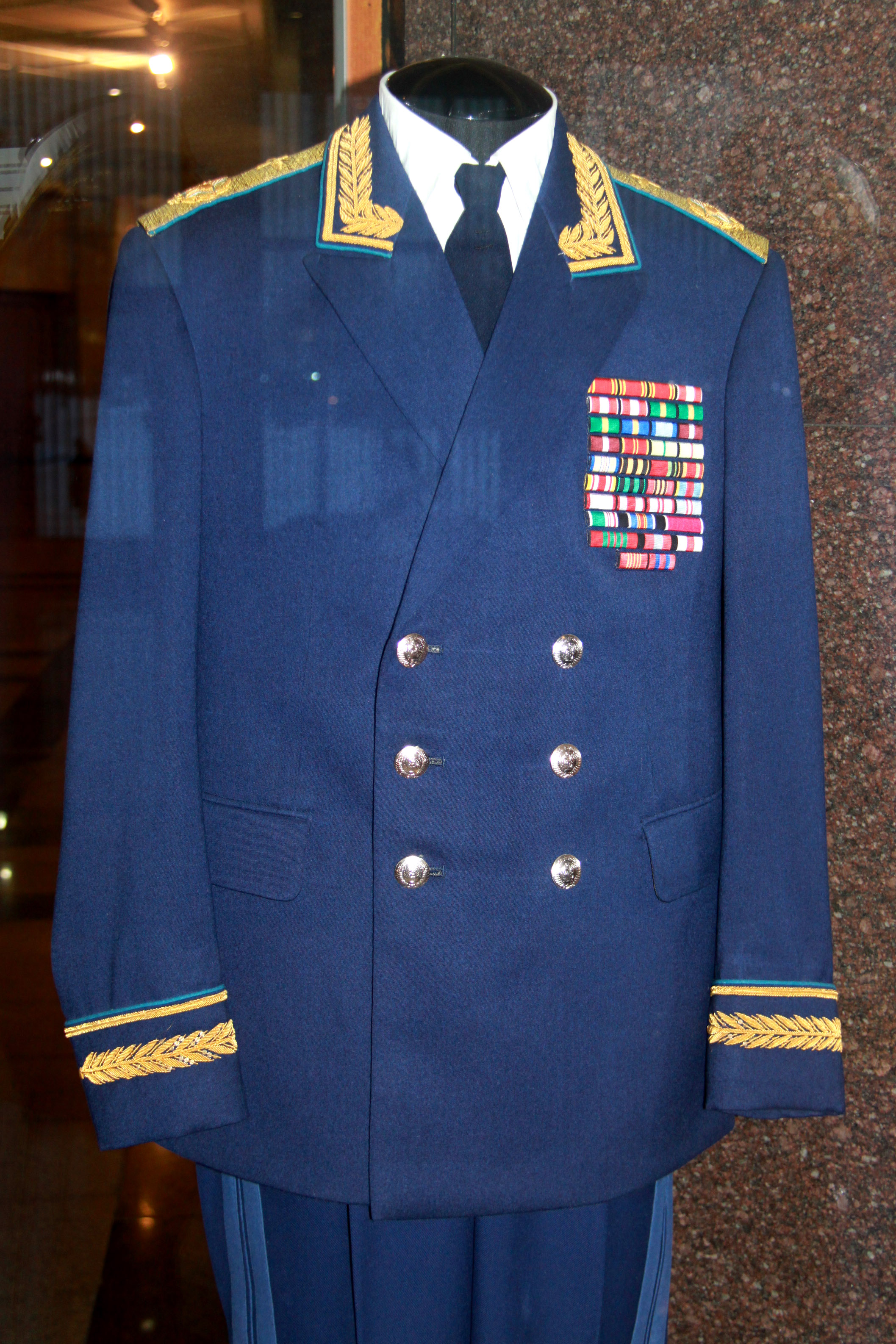
Парадно-выходная форма
А. А. Новикова в Центральном музее Великой Отечественной войны

- дважды Герой Советского Союза (17.04.1945[22], медаль «Золотая Звезда» № 7277, 08.09.1945[23], медаль «Золотая Звезда» № 77);
- три ордена Ленина (17.05.1940, 21.02.1945[24], 17.04.1945[22]);
- три ордена Красного Знамени (22.10.1941[24], 03.11.1944[24], 03.11.1953[25]);
- три ордена Суворова I степени (28.01.1943, 01.06.1944, 19.08.1944)[24];
- орден Кутузова I степени (29.07.1944)[24];
- орден Трудового Красного Знамени (15.09.1961)[25];
- два ордена Красной Звезды (28.10.1967, 22.02.1968)[25];
- Почётное оружие — именная шашка с золотым изображением Государственного герба СССР (22.02.1968)
- медали[24][25].

## Иностранные награды
- орден «Легион Почёта» степени шеф-командор (США, 24.06.1944)[26];
- великий офицер ордена Почётного Легиона (Франция, 31.05.1944)[27];
- Военный крест 1939—1945 годов (Франция);
- орден Красного Знамени «За воинскую доблесть» (МНР);
- орден «За боевые заслуги» (МНР, 06.07.1971)[28];
- медаль «50 лет Монгольской Народной Армии» (МНР, 15.03.1971)[29];

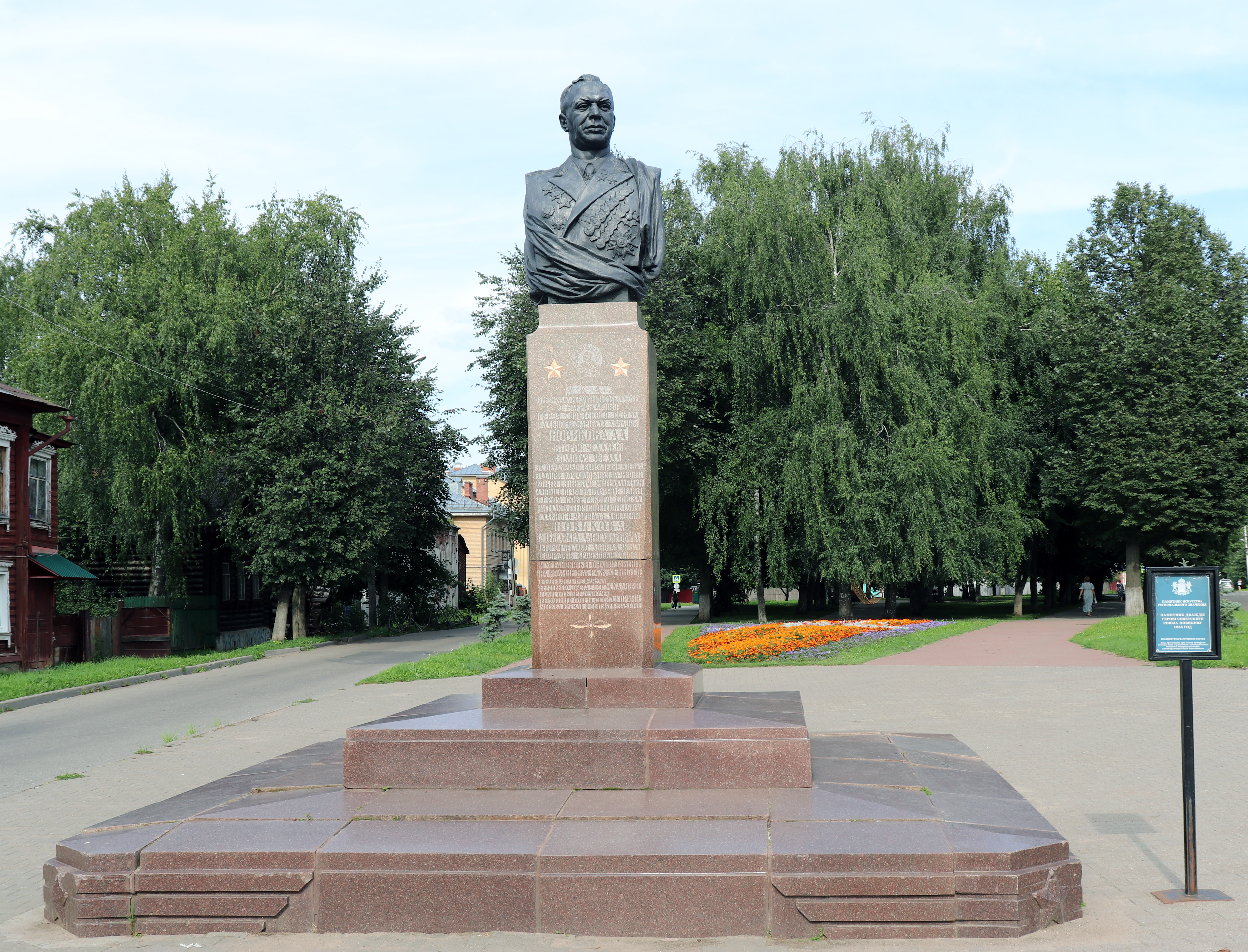
Бронзовый бюст дважды Героя Советского Союза А. А. Новикова (скульптор Е. Вучетич), г. Кострома

- медаль «50 лет Монгольской Народной Революции» (МНР, 16.12.1971)[30];

## Воинские звания
- полковник (28.03.1936)
- комбриг (29.11.1939)
- комдив (04.05.1940)
- генерал-майор авиации (04.06.1940)
- генерал-лейтенант авиации (29.10.1941)
- генерал-полковник авиации (18.01.1943)
- маршал авиации (17.03.1943)
- главный маршал авиации (21.02.1944; лишен звания 20.05.1946; восстановлен 13.06.1953).

## Память

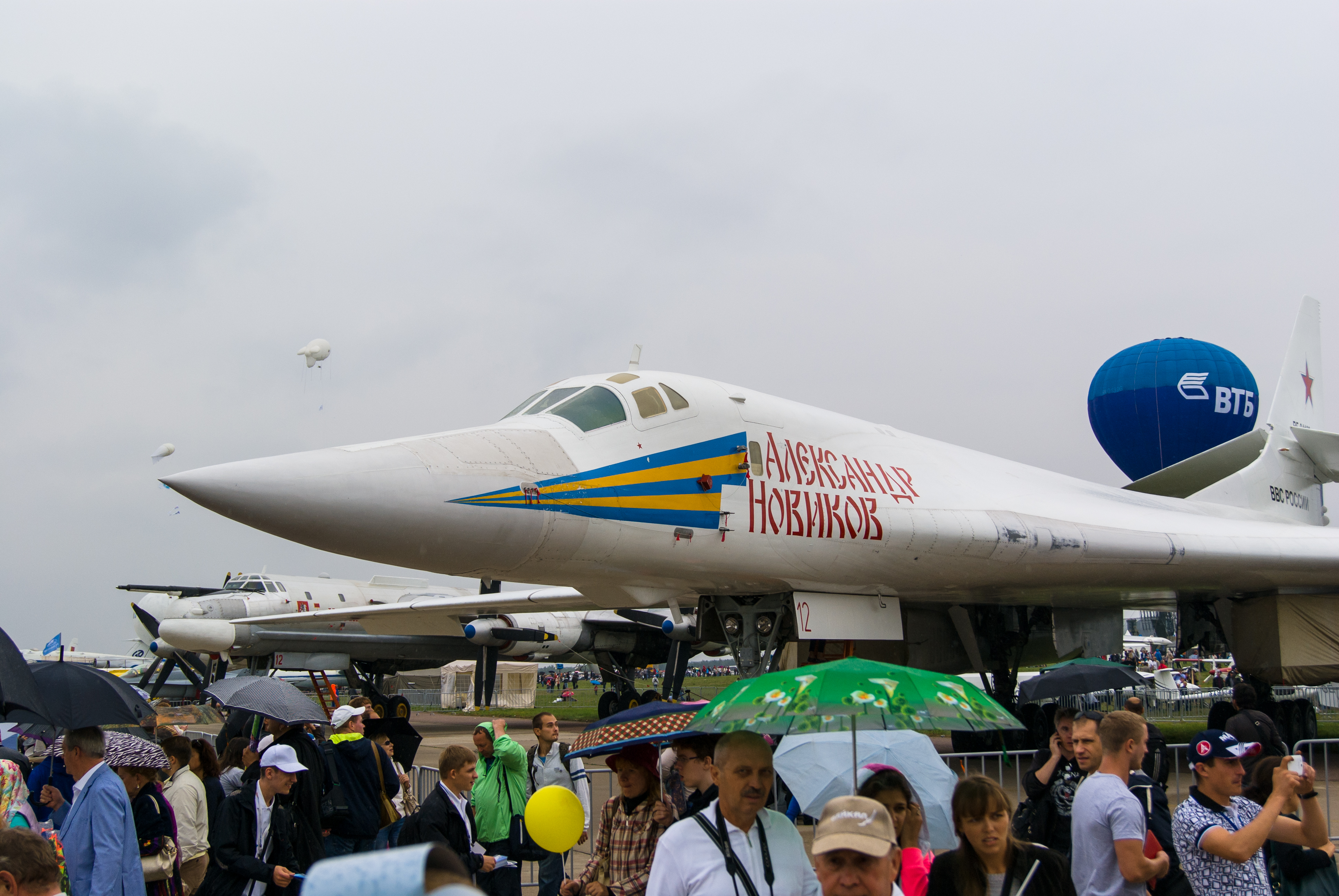
Сверхзвуковой стратегический бомбардировщик-ракетоносец Ту-160
«Александр Новиков»

- Улица Маршала Новикова в Москве.
- Улица Маршала Новикова в Приморском районе Санкт-Петербурга.
- 6 ноября 1958 года в Костроме в сквере на Комсомольской улице был установлен бронзовый бюст дважды Героя Советского Союза А. А. Новикова (скульптор Е. В. Вучетич)[31]. Решением облисполкома № 378 от 13 ноября 1980 года улица Вольная в Костроме переименована в улицу Маршала Новикова.
- Улица Маршала Новикова в Калининграде.
- В ноябре 2000 года в городе Нерехта был открыт сквер имени А. А. Новикова[32]. В сентябре 2020 года в этом сквере установлен памятник А. А. Новикову[33].
- Балашовское высшее военное авиационное училище лётчиков имени Главного маршала авиации А. А. Новикова в городе Балашов Саратовской области.
- В фойе Санкт-Петербургского государственного университета гражданской авиации (в прошлом ВАУ ГВФ), чьим первым руководителем в течение 10 лет был А. А. Новиков, установлен бюст.
- Мемориальная доска в память о Новикове установлена Российским военно-историческим обществом на школе села Седельницы Комсомольского района Ивановской области, где он учился[34].
- В декабре 1972 года А. А. Новикову присвоено звание «Почётный гражданин города Костромы».

## Фильмы
- Документальный фильм «Александр Новиков» из цикла «Легенды армии» (телеканал «Звезда», 2015 год).
- Художественный фильм — телевизионный сериал «Маршал Жуков» (Россия, 2011 год).

## Сочинения
- Новиков А. А. В небе Ленинграда (Записки командующего авиацией). — М.: Наука, 1970. — 307 с. — (Вторая мировая война в исследованиях, воспоминаниях, документах).
- Новиков А. А. Советская авиация в боях за Кенигсберг // Военно-исторический журнал. — 1968. — Сентябрь (№ 9). — С. 71—81.
- Новиков А. А. На Карельском перешейке // Военно-исторический журнал. — 1969. — Июль (№ 7). — С. 62—73.
- Новиков А. А. На ближних подступах к Ленинграду // Военно-исторический журнал. — 1970. — № 3, 4. — С. 63—72, 67—80.
- Новиков А. А. Маршал авиации Г. А. Ворожейкин (К 80-летию со дня рождения) // Военно-исторический журнал. — 1975. — № 3. — С. 122—124.
- Новиков А. А. Военно-Воздушные Силы в Берлинской операции // Военно-исторический журнал. — 1975. — № 5. — С. 89—95.
- Новиков А. А. Военно-Воздушные Силы в Маньчжурской операции // Военно-исторический журнал. — 1975. — № 8. — С. 66—71.